# Kirchenruine Nordhusen

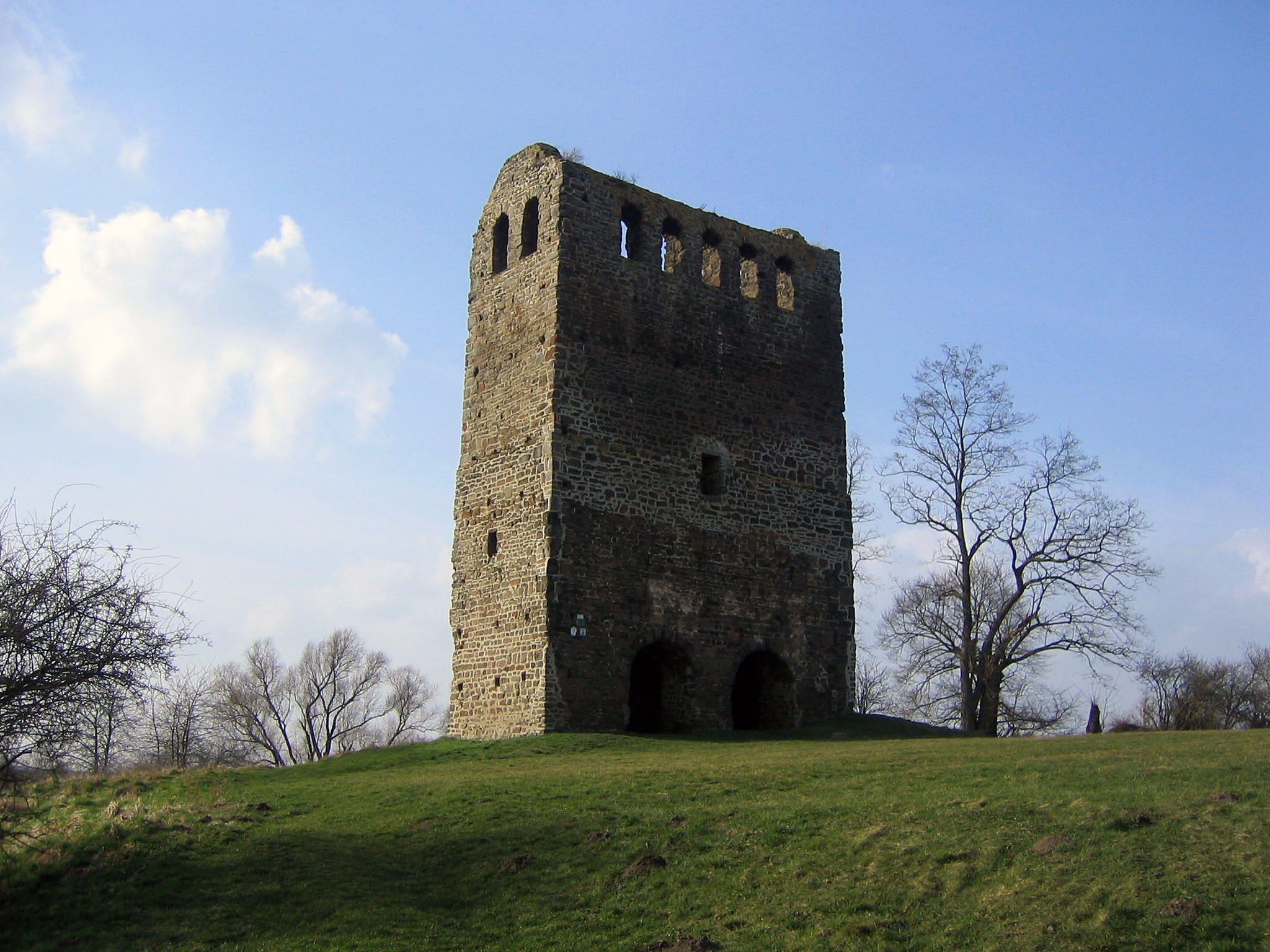
Kirchenruine Nordhusen, 2008

Die romanische Kirchenruine Nordhusen befindet sich auf der Wüstung Nordhusen bei dem Ort Hundisburg im Landkreis Börde in Sachsen-Anhalt. 

## Architektur
Die Ruine ist der frühere Westquerturm der ehemaligen Dorfkirche. Er erreicht bei einem Grundriss von 11,80 m mal 5,20 m eine Höhe von 17 m. Das erhaltene Mauerwerk besteht aus regelmäßig behauenem Grauwackebruchstein. Zwei Rundbögen zum ehemaligen Kirchenschiff und fünf Schallöffnungen befinden sich in der komplett erhaltenen Ostwand des Turms. An der Nord- und Südseite befinden sich jeweils zwei weitere Schallöffnungen.

## Geschichte
Die Kirche in Nordhusen ist um 1200 oder kurz davor am hohen nördlichen Ufer der Beber entstanden.
Bereits um 1214 begannen die Bewohner Nordhusens den Ort, wohl aus Sicherheitsgründen, aufzugeben; es wurde der Ort Hundisburg gegründet. 1218 wurde eine Kapelle in Hundisburg eingeweiht. Diese Kapelle stellte damals eine Zweigstelle der Kirche Nordhusens dar. 1262 überließ der Halberstädter Bischof Volrad (1255–1296/97) dem dortigen Domkapitel das Patronat der Kirche in Nordhusen.
Zu diesem Zeitpunkt dürfte Nordhusen schon bedeutungslos gewesen sein. Einkünfte aus Nordhusen wurden noch 1307 und 1325 erwähnt.
Heute ist die Ruine eine Station auf der Straße der Romanik und Teil des Ecomusée Haldensleben-Hundisburg.